# World Doubles Championships 1977
Il World Doubles Championships 1977 è stato un torneo di tennis femminile che si è giocato a Tokyo in Giappone dal 4 al 10 aprile su campi in sintetico indoor. È stata la 3ª edizione del torneo.

## Campionesse

### Doppio
Martina Navrátilová /  Betty Stöve hanno battuto in finale  Françoise Dürr /  Virginia Wade con il punteggio di 7–5, 6–3